# Katarina Ribrant
Elna Katarina Ribrant-Erlandson, född 20 februari 1941 i Helsingborg, död 10 september 1992 i Stockholm, var en svensk illustratör och formgivare. 
Ribrant, som var dotter till disponent Nils E. Erlandson och Berit Stenquist, blev filosofie kandidat vid Lunds universitet 1966, genomgick Berghs reklamskola 1967–1969 och var därefter verksam som frilansande illustratör. Hon var ordförande i föreningen Svenska Tecknare 1982–1985 och styrelseledamot i Sveriges författarfond från 1983. Hon skrev och illustrerade barnböcker, bland annat en serie faktaböcker för lågstadiebarn, samt illustrerade böcker, läromedel och tidskrifter.